# クラウデッド・ルーム
『クラウデッド・ルーム』（The Crowded Room）は、アキヴァ・ゴールズマンによって創作されたアメリカの心理スリラー・テレビドラマ・ミニシリーズである。ダニエル・キースのノンフィクション書籍『24人のビリー・ミリガン』に着想を得ている。トム・ホランド、アマンダ・サイフリッド、サッシャ・レイン、ウィル・チェイス、リオル・ラズ、エミー・ロッサムがメインキャストを務める。
シリーズは1979年のニューヨーク市で起きた乱射事件で逮捕されたダニー・サリバンを描く。ダニーは心理学者のライア・グッドウィンにカウンセリングを受け、事件につながる彼の人生の秘密が次第に明らかにされる。
『クラウデッド・ルーム』は2023年6月9日にApple TV+で3話が配信されたのち、残りの7話が毎週1話ずつ配信された。

## キャスト
※括弧内は日本語吹替

### メイン
- ダニー・サリバン: トム・ホランド （榎木淳弥） - 乱射事件を起こす青年。
- ライア・グッドウィン: アマンダ・サイフリッド（小島幸子[2]） - 心理学者。
- アリアナ: サッシャ・レイン - ダニーの友人。
- マーリン・リード: ウィル・チェイス - ダニーの継父。
- イツァク・サフディ: リオル・ラズ（英語版） - ダニーの近所の幽霊屋敷に越して来たイスラエル人。（楠大典[3]）
- キャンディ・サリバン(リード): エミー・ロッサム - ダニーの母親。

### ゲスト
- 少年時代のダニー・サリバン: Zachary Golinger
- ジョニー: Levon Hawke（バトリ勝悟） - ダニーの高校時代の友人。
- マイク: Sam Vartholomeos（増田俊樹） - ダニーの高校時代の友人。
- アナベル: エマ・レアード（英語版） - ダニーの高校の転校生。
- イーデン: Nuala Cleary - アナベルの友人。
- マティ・ダン: トーマス・サドスキー - 刑事
- ジャック・ラム: ジェイソン・アイザックス - ダニーの父の仕事仲間でロンドンの旅行代理店の経営者
- スタン・カミサ: クリストファー・アボット（内田夕夜） - 弁護士
- スージー: Laila Robins - ライアの母
- Doug: Henry Eikenberry
- フィリップ: Henry Zaga - ライアの前夫

## あらすじ
身元不明の青年がニューヨーク市内で複数の被害者を出す乱射事件を起こして逮捕される。共犯の女性は見つからず青年は供述を拒否して捜査は行き詰まる。マティ刑事の知己の心理学者ライアが青年と面会しその名前ダニーおよび身元を割り出す。大学での地位のために症例研究を必要としていたライアはダニーと面会を重ね、多重人格障害を疑う。ダニーは共犯の女性アリアナ、下宿の家主イツァク、父の友人のイギリス人ジャックなどとの関係をライアに語る。ライアは彼らがダニーの別人格だと考え、ダニーを無罪として病院に入れ治療しようとするも、消されたくない他人格たちはこれを妨害する。多重人格の原因は継父マーリンによる幼少時の性的虐待であり、ダニーの双子のアダムが被害者であると示唆される。ダニーはライアとの会話で次第に別人格の存在を認め、人格統合への道を歩み出す。だが多重人格は学界ではいまだ認められず、弁護士のスタンは乱射ではなくマーリンに絞った加重暴行として減刑を得ようとするが、マーリンは自分の虐待の露見を恐れて妨害する。裁判が始まり、スタンは多重人格を主張し、原因として幼児の性的虐待を立証しようとするが、高名な心理学者も、マーリンの影響下にあるダニーの母キャンディも、これを否定する証言を行う。劣勢となったスタンとライアはダニー自身を証言台に立たせ、性的虐待を受けたはずの双子のアダムは、ダニーが作り出した架空の人格であるという真実を突きつけて、ジャックからダニーへの人格交代を陪審員に見せる。ダニーは心神喪失で無罪となり、刑務所ではなく病院に送られる。2年後、人格を統合したダニーは母とライアに再会する。

## エピソード
| 通算 話数 | タイトル                  | 監督                     | 脚本                                                           | 公開日        |
| --- | ------------------------- | ------------------------ | -------------------------------------------------------------- | ------------- |
| 1 | "脱出" "Exodus"           | コーネル・ムンドルッツォ | アキヴァ・ゴールズマン                                         | 2023年6月9日  |
| ニューヨーク市でダニーはアリアナと一緒に複数人を負傷させる乱射事件を起こして一人逮捕され、ライアに面会して過去を語り始める。回想で、継父のマーリンと折り合いが悪かった高校時代、転校生のアナベルの気を引くために、マーリンの口座から金を盗んで友人のジョニーとマイクとともにマリファナを仕入れて売る。残ったマリファナを一緒に楽しむもアナベルはダニーを捨てる。アナベルのボーイフレンドらに殴られ、近所の幽霊屋敷に越して来たイツァクが彼らを叩きのめす。アリアナは幽霊屋敷に下宿している。 |                           |                          |                                                                |               |
| 2 | "聖域" "Sanctuary"        | コーネル・ムンドルッツォ | アキヴァ・ゴールズマン                                         | 2023年6月9日  |
| 現在、ライアは幽霊屋敷を訪ねるも人の気配はない。ダニーは過去を語り続ける。回想で、ダニーはマーリンを避けて、イツァク、アリアナとともに3年間幽霊屋敷に住む。スーパーマーケットで、大学に通うアナベルに再会し、屋敷でマリファナを楽しむパーティーに呼ぶ。ダニーがアナベルと愛を交わそうとするとアリアナが割って入る。心の不安定なアリアナはクラブで元恋人のジェロームに再会するも、喧嘩を起こす。 |                           |                          |                                                                |               |
| 3 | "殺人" "Murder"           | ブラディ・コーベット     | アキヴァ・ゴールズマン                                         | 2023年6月9日  |
| 回想で、アリアナは父の友人にレイプされたために不安定な精神状態に落ちたとダニーに語る。ダニーは亡くなった双子の兄弟のアダムも同じ境遇であったと答える。ダニーはアリアナを安心させるため、麻薬の売人のアンジェロから銃を入手しようとするも代償に口腔性交を強制されそうになる。ジョニーがバットでアンジェロを殴り、二人は逃げ帰る。銃をアリアナに贈るも、断られる。アナベルが幽霊屋敷にダニーを訪ねて来る。夜、アンジェロが家に押し入ってイツァクが叩きのめす。アナベルは逃げ出し、イツァクは銃を家に持ち込んだことでダニーを追い出す。アリアナは自分をレイプした男を殺そうとダニーに持ち掛ける。ダニーはマンハッタンで男を殺そうとするも、それがマーリンであることに気づいて躊躇する。イツァクはダニーに父を探す旅に出るよう促す。 現在、ライアは幽霊屋敷でアリアナらダニーの語った人々を描いたスケッチブックを見つけて持ち帰り、マティに見せる。ダニーの話を聞き、あまりの都合の良い偶然を指摘する。 |                           |                          |                                                                |               |
| 4 | "ロンドン" "London"       | ブラディ・コーベット     | アキヴァ・ゴールズマン                                         | 2023年6月16日 |
| 回想で、乱射事件の直後にイツァクがパスポートを用意してくれて、ダニーは父に会いにロンドンに行く。父の仕事仲間のジャックに会う。父ピートには何年も会っていないが、イツァクもまた仕事仲間であり、アメリカに行ってダニーの面倒を見てきたと聞かされる。ジャックがイツァクに電話した会話がなぜか聞こえる。ジャックは、父に借りのあるレジー・シルバーから金を取り立てるよう勧める。ダニーはクラブでレジーに会うも、覚えがないとつまみ出される。ジャックに文句を言うも、勇気を出す練習だったとして帰国を勧められる。ダニーが帰国するとアリアナもイツァクも姿を消している。警察が幽霊屋敷でダニーを逮捕する。現在、ライアがつじつまの合わないあまりの偶然を指摘するとダニーは激怒する。ダニーは自分がイツァクとアリアナを殺したとライアが疑っていると決めつけ、否定する。いつもの部屋でジャックがライアと話す。                                                                                              |                           |                          |                                                                |               |
| 5 | "救いの手" "Savior"       | コーネル・ムンドルッツォ | アキヴァ・ゴールズマン & Henrietta Ashworth & Jessica Ashworth | 2023年6月23日 |
| 回想で、小学3年生のダニーはアダムが父とロンドンに去った後に孤独となり、いじめられ、生活苦から看護婦とバーの仕事を掛け持ちする母キャンディにまとわりつく。アダムはしばしばダニーの前に姿を現すも他人に見られることはない。キャンディのボーイフレンドとなったマーリンが、アダムに性的悪戯をし、キャンディと結婚した後も続ける。 |                           |                          |                                                                |               |
| 6 | "ライア" "Rya"            | Mona Fastvold            | アキヴァ・ゴールズマン & Suzanne Heathcote                     | 2023年6月30日 |
| 数週間前、離婚直後で息子エズラを引き取った心理学者のライアは、かつて交際した刑事マティに呼ばれて乱射事件を起こした身元不明の若い男性に面会する。ライアは彼の話を参考にしてその母キャンディを見つけ、ダニーの身元が判明する。症例研究の実績を挙げて助成金と大学の終身在職権を得たいライアは、ダニーが多重人格障害ではないかと考えて面会を重ねる。出現したジャックの人格と会話する。弁護士のスタン・カミサを説得してダニーを担当させる。ダニーの双子のアダムがマーリンに性的悪戯をされたと聞き出し、自身も傷つき疲弊する。 |                           |                          |                                                                |               |
| 7 | "混沌" "The Crowded Room" | アラン・テイラー         | アキヴァ・ゴールズマン & Suzanne Heathcote                     | 2023年7月7日  |
| ライアは乱射事件を撮影した、ダニーが一人で銃を乱射するビデオテープをダニーに見せる。拘置所では、マイク、イツァク、ジャックの人格が次々とダニーの表面に現れ、一貫性のない行動を取る。ライアはダニーが刑務所では生き残れないと考え、病院に入れて治療しようとする。公判前審問で、別の高名な心理学者は多重人格症を否定する。ジャックの人格が現れて単独犯行を認める。ダニーの心の中では、ジャック、イツァク、ジョニー、マイクらが今後を話し合う。ダニーの自立を主張したイツァクはジャックに殺される。アリアナを含めた他人格たちは、自分たちを治療で消そうとしているライアを遠ざけるようダニーに言い含める。ダニーはライアに助けを求める。 |                           |                          |                                                                |               |
| 8 | "再会の時" "Reunion"      | ブラディ・コーベット     | アキヴァ・ゴールズマン & Cortney Norris                        | 2023年7月14日 |
| スタンとライアは裁判への方針をめぐり意見を異にする。スタンはダニーが複数人に銃を乱射したのではなく、マーリンを銃撃したと主張し減刑を得ようとする。だがマーリンは検察側の証人となり、ダニーの他の暴力事件を証言して重い量刑にしようとする。一方でライアは高名な心理学者の意見に反し、多重人格を主張して服役を避け病院での治療を得ようとする。ダニーはイツァクが暴力に、アリアナが孤独に、ジャックが父の愛に対応する別人格であることをライアに認め、人格統合への道を歩み始める。だがアリアナの元恋人ジェロームが面会に来た時、アリアナの人格が表に出る。ジョニーの人格はダニーにペーパークリップを盗ませる。 |                           |                          |                                                                |               |
| 9 | "家族の真実" "Family"     | Mona Fastvold            | アキヴァ・ゴールズマン and Gregory Lessans                     | 2023年7月21日 |
| スタンはキャンディに証言させようとするもマーリンが妨害する。裁判が始まり、スタンは一転して多重人格を根拠に無罪を主張する。マーリンは検察側の証人となり、良い継父を装ってダニーの(他人格による)度重なる暴力行為を証言する。ダニーから電話を受けたキャンディは裁判を傍聴し始める。アナベルら他の証人もダニーの暴力を証言する。検察は高名な心理学者の証言を根拠に多重人格症を否定する。ライアは多重人格症がほぼ常に幼時の性的虐待に由来すると証言するが、検事はライアが名声を得るためのでっち上げだと攻撃する。ライアに説得されたキャンディは一度は家を出てダニーのために証言することを一度は決意するも、マーリンに脅迫されてダニーが性的虐待を受けたことを否定する証言をし家に戻る。母の証言を聞いたダニーは自殺を図る。 |                           |                          |                                                                |               |
| 10 | "判決" "Judgment"         | Mona Fastvold            | アキヴァ・ゴールズマン & Suzanne Heathcote & Gregory Lessans   | 2023年7月28日 |
| 自殺を図ったダニーをアリアナの人格が救う。スタンはPTSDに起因する薬物依存に苦しむ。ライアは裁判から手を引いて授業に身を入れなければ解雇すると教授に宣告される。敗訴を覚悟し刑務所でダニーを守ろうとするジャックの人格が、ダニーを閉じ込めて表に出る。ライアはダニー（ジャック）自身に証言させることを思いつき、ダニーの子供の頃の写真をキャンディから手に入れる。スタンは証言台のジャックに写真を見せて問い詰め、マーリンに性的虐待を受けたはずの双子のアダムが実は存在しない真実を突き付ける。ジャックは狼狽して引っ込み、ダニーが表に出てアダムが存在しないことを受け入れる。人格交代を見た陪審員は心神喪失を認め無罪の評決に達する。裁判の2年後、病院で治療を受けるダニーを、マーリンと別れた母キャンディが訪ね、息子の描いた絵を見て、謝罪する。大学を辞め精神科医となったライアがダニーを訪ね、人格統合が成功したことを喜ぶ。                                                                   |                           |                          |                                                                |               |

## 制作
本作の企画構想は1990年代からあり、ジェームズ・キャメロンが脚本を書き自ら監督もする予定であったが頓挫した。その後目立った動きがなかったが、2015年にはレオナルド・ディカプリオが映画のプロデュースおよびビリー･ミリガン役を務めると報道された｡
その後、映画からテレビドラマに媒体が変更され、『24人のビリー・ミリガン』を原案としてアキヴァ・ゴールズマンが脚本を執筆し、2023年にトム・ホランド主演でApple TV+にて配信された。ドラマ化にあたり、主人公の名前や逮捕の切っ掛けとなった事件の詳細など、いくつかの点に大幅な脚色が加えられている。